# Universidad Bernardo O’Higgins
Universidad Bernardo O’Higgins – prywatna uczelnia w Chile, zlokalizowana w Santiago. 